# Vaurien
El Vaurien es una clase de embarcación a vela diseñada por Jean-Jacques Herbulot en 1951, y presentada en el Salón Náutico de París (Francia) de 1952, con la intención de convertirlo en el barco de dos tripulantes más asequible tanto de comprar, por su bajo coste, como de navegar, por su sencillez. Fue reconocido por la ISAF como Clase internacional en 1961.
Su casco plano le permite alcanzar grandes velocidades con viento fuerte y obliga a esforzarse al máximo en ceñida para sacarle el máximo rendimiento, tomando bien las olas y acercándose al rumbo del viento. Esto lo convierte en un barco muy táctico, cuna de innumerables regatistas de primer nivel, a la vez que un barco muy divertido y popular por su facilidad de manejo.
Con sus poco más de 4 metros de eslora, disponía de una superficie vélica de 9,5 m² en ceñida y 17 en rumbos abiertos, que han pasado con la última revisión a unos máximos de 10,50 y 19,90 m² respectivamente. La tripulación la forman dos personas de cualquier edad, estando el peso conjunto ideal para obtener el mejor rendimiento entre 110 y 150 kg.